# Башкировка (Оренбургская область)
Башкировка — посёлок в Первомайском районе Оренбургской области. Входит в состав Фурмановского сельсовета.

## География
Посёлок расположен на правом берегу реки Башкирка в месте впадения в неё реки Коневская Башкирка в 15 км к северу от районного центра посёлка Первомайский, в 93 км к юго-западу от Бузулука и в 240 км к западу от Оренбурга.
У северной окраины посёлка находится мост через Башкирку. По мосту проходит подъездная дорога от автодороги Соболево (Р246) — Тюльпан. На левом берегу у моста находится посёлок Приречный, чуть севернее — Фурманов, к югу от моста — ведётся добыча нефти (Росташинское месторождение).

## История
Основан в конце XVIII века переселенцами-башкирами. Территориально земли, где они поселились, долгое время входили в состав Уральского казачьего войска.
В годы коллективизации здесь действовал колхоз «Пролетарий», затем отделение совхоза «Мансуровский».       

## Население
| 2010 |
| ---- |
| 124  |